# Águilas Rojas de San Juan del Río
Las Águilas Rojas de San Juan del Río fue un equipo que participó en la Liga Nacional de Baloncesto Profesional con sede en San Juan del Río, Querétaro, México.

## Historia
Las Águilas Rojas de San Juan del Río debutarán en el año 2011 en la LNBP.

## Jugadores

### Roster actual
Por definir. 